# Klokočevac (Majdanpek)
Klokočevac (em cirílico:Клокочевац) é uma vila da Sérvia localizada no município de Majdanpek, pertencente ao distrito de Bor, na região de Timočka Krajina. A sua população era de 711 habitantes segundo o censo de 2002.

## Demografia
| 1948  | 1953  | 1961  | 1971  | 1981  | 1991 | 2002 |
| ----- | ----- | ----- | ----- | ----- | ---- | ---- |
| 1 454 | 1 472 | 1 422 | 1 244 | 1 132 | 880  | 711  |